# Polozzi
José Fernando Polozzi (Louveira, Brasil, 1 de octubre de 1955), más conocido como Polozzi, es un exjugador y exentrenador de fútbol brasileño. En su etapa como jugador profesional se desempeñaba como defensa.
En 1977, ganó la Bola de Prata, premio que reconoce a los mejores jugadores del año en el Campeonato Brasileño de Fútbol.

## Selección nacional
Formó parte de la selección brasileña que obtuvo el tercer lugar en la Copa del Mundo de 1978, pese a no haber jugado ningún partido durante el torneo.

### Participaciones en Copas del Mundo
| Mundial                        | Sede      | Resultado    | Partidos | Goles |
| ------------------------------ | --------- | ------------ | -------- | ----- |
| Copa Mundial de Fútbol de 1978 | Argentina | Tercer lugar | 0        | 0     |

## Clubes

### Como jugador
| Club          | País   | Año       |
| ------------- | ------ | --------- |
| Ponte Preta   | Brasil | 1974-1978 |
| Palmeiras     | Brasil | 1979-1982 |
| Botafogo-SP   | Brasil | 1983      |
| Bangu         | Brasil | 1984      |
| Palmeiras     | Brasil | 1985      |
| Operário-MT   | Brasil | 1986      |
| Serrano-BA    | Brasil | 1986-1988 |
| Bandeirante   | Brasil | 1988      |
| Araçatuba     | Brasil | 1988      |
| Linense       | Brasil | 1989-1990 |
| Serrano-BA    | Brasil | 1990      |
| Toledo        | Brasil | 1991-1992 |
| Tiradentes-DF | Brasil | 1992      |

### Como entrenador
| Club             | País   | Año       |
| ---------------- | ------ | --------- |
| Tupã             | Brasil | 1995      |
| União Barbarense | Brasil | 2002      |
| Confiança        | Brasil | 2010-2011 |
| Ríver            | Brasil | 2011      |
| Comercial-PI     | Brasil | 2012      |
| Francana         | Brasil | 2013      |

## Palmarés

### Campeonatos regionales
| Título                   | Club        | País   | Año  |
| ------------------------ | ----------- | ------ | ---- |
| Campeonato Matogrossense | Operário-MT | Brasil | 1986 |

### Distinciones individuales
| Distinción    | Año  |
| ------------- | ---- |
| Bola de Prata | 1977 |